# Port

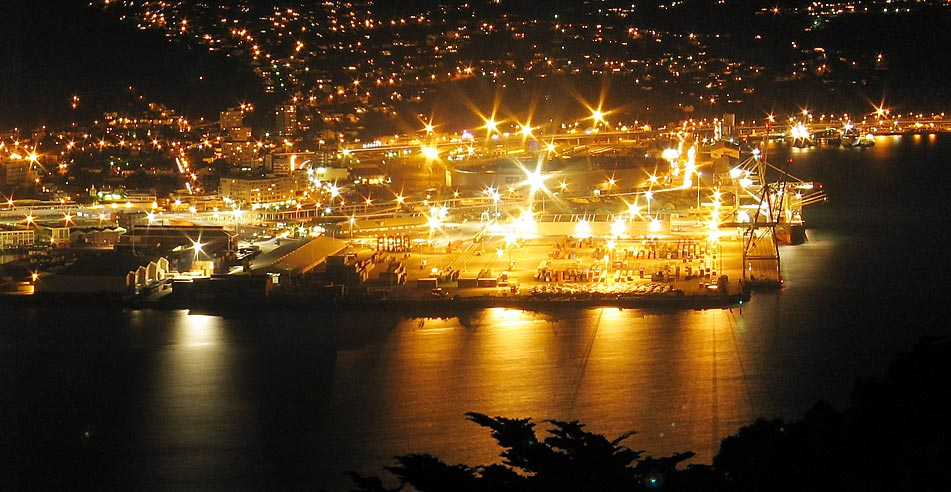
Portul din Wellington (Noua Zeelandă)

Un port este, în general, un loc adăpostit în care navele se pot refugia pe furtună și pot staționa în siguranță. Cu timpul însă termenul a căpătat un sens mai larg, identificându-se cu sfera mai cuprinzătoare a noțiunii „port", datorită faptului că pe lângă adăpostire, navele au trecut și la operațiuni de încărcare/ descărcare. 
În sens strict, termenul definește o suprafață de apă adăpostită de diguri și spargevaluri în care navele pot staționa și opera, dar care poate să nu fie împărțită în bazine specializate cu cheuri, dane, docuri utilate pentru manipularea mărfurilor.
Un port amenajat la distanță apreciabilă de mare, în vârful estuarelor adânci, pe porțiunile maritime ale fluviilor navigabile sau pe canaluri maritime poartă denumirea de port interior. Un astfel de port permite accesul navelor maritime până la centrele industriale și comerciale din interiorul țării.
Conform cu Ordonanța nr. 22 din 29 ianuarie 1999 privind administrarea porturilor și serviciile în porturi, un port este definit astfel: parte delimitată a teritoriului național,..., situată la litoral sau la malul unei ape, protejată natural sau artificial împotriva valurilor, vânturilor, curenților, ghețurilor, având ca scop primirea și adăpostirea navelor, prestarea de servicii pentru nave, pasageri și mărfuri, precum și facilitarea de activități comerciale și industriale. Portul cuprinde totalitatea acvatoriilor și teritoriilor, construcțiilor hidrotehnice, canalelor de acces, șenalelor, zonelor de navigație, radelor interioare, clădirilor, magaziilor, platformelor, căilor ferate, drumurilor, instalațiilor și echipamentelor aflate în limitele acestuia. Sistemul portuar național este format din totalitatea porturilor situate pe teritoriul României.;
Porturile se clasifică după cum urmează: 

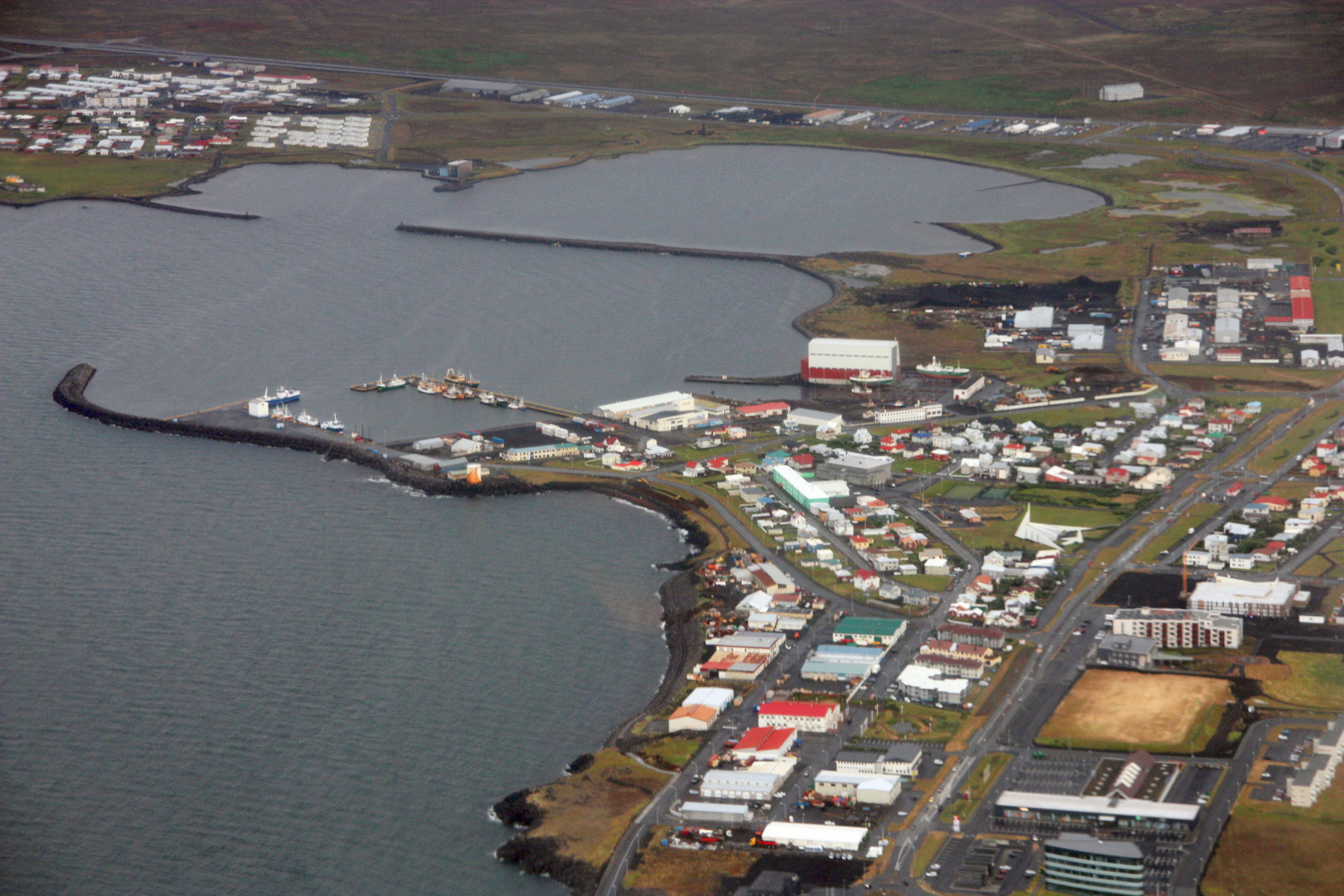
Vedere asupra portului orașului Reykjanesbær, Islanda

a) din punct de vedere al formei de proprietate asupra infrastructurii portuare: 
- porturi publice, a căror infrastructură aparține domeniului public;
- porturi private, a căror infrastructură este proprietate privată;

b)  din punct de vedere al așezării geografice: 
- porturi maritime;
- porturi situate pe căi navigabile interioare;

c)  din punct de vedere al obiectului de activitate: 
- porturi comerciale;
- porturi de agrement;
- porturi militare sau zone speciale din porturi.

România deține trei porturi maritime la: Constanța, Mangalia și Midia. Porturile genereaza 25% din cifra de afaceri a județului Constanța.
În anul 2008, traficul de mărfuri în porturile românești a ajuns la 18,06 milioane tone, exclusiv Portul Constanța, în timp ce Portul Constanța a înregistrat un trafic de 61,9 milioane tone.
În anul 2007, traficul de mărfuri prin porturile maritime autohtone a fost de 52,6 milioane de tone, față 2006 când au fost înregistrate 52,1 milioane de tone.

## Galerie

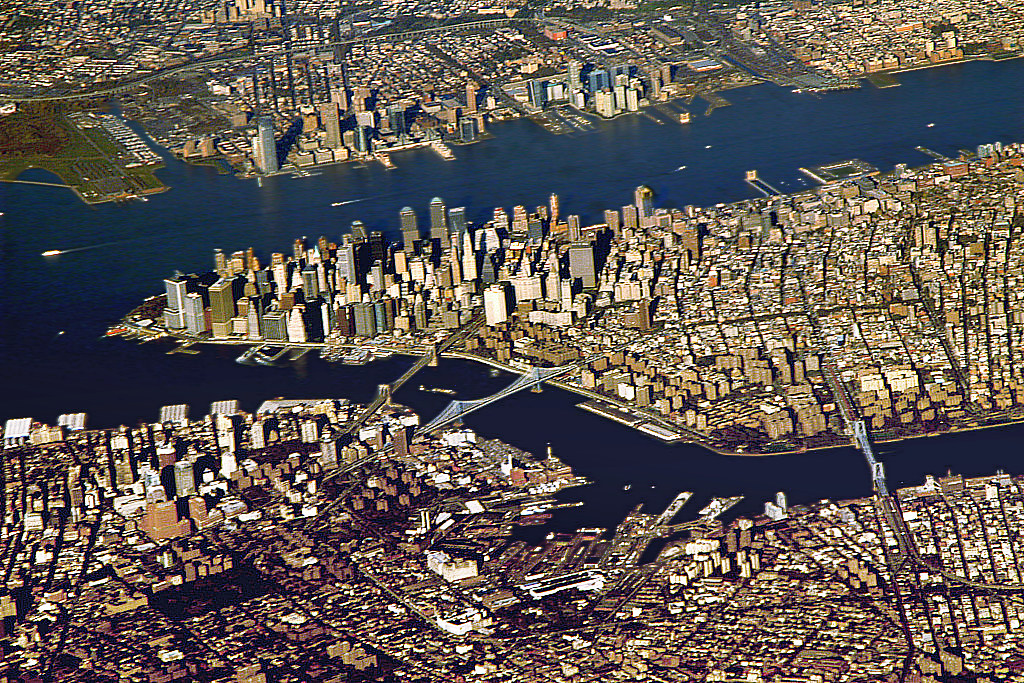
Portul New York și New Jersey a crescut de la portul original la convergența râului Hudson și a râului East în Golful Upper New York
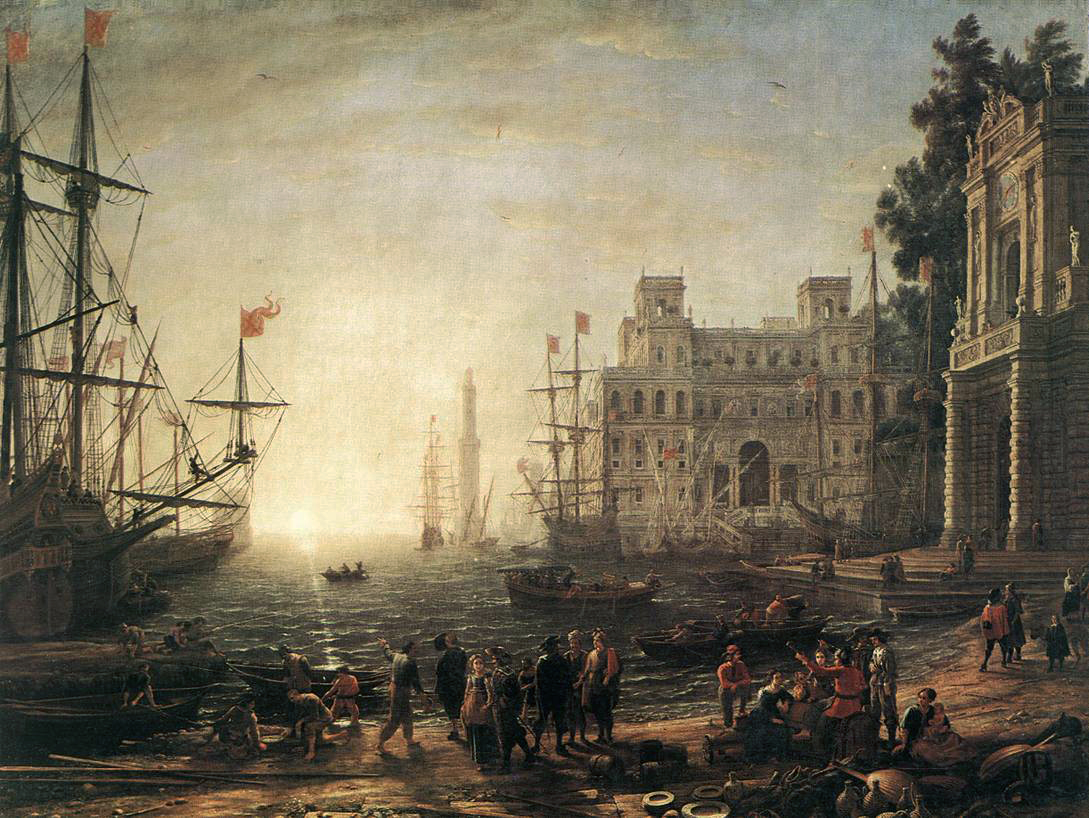
Portul marin, o ilustrare a secolului al XVII-lea de către Claude Lorrain, 1638
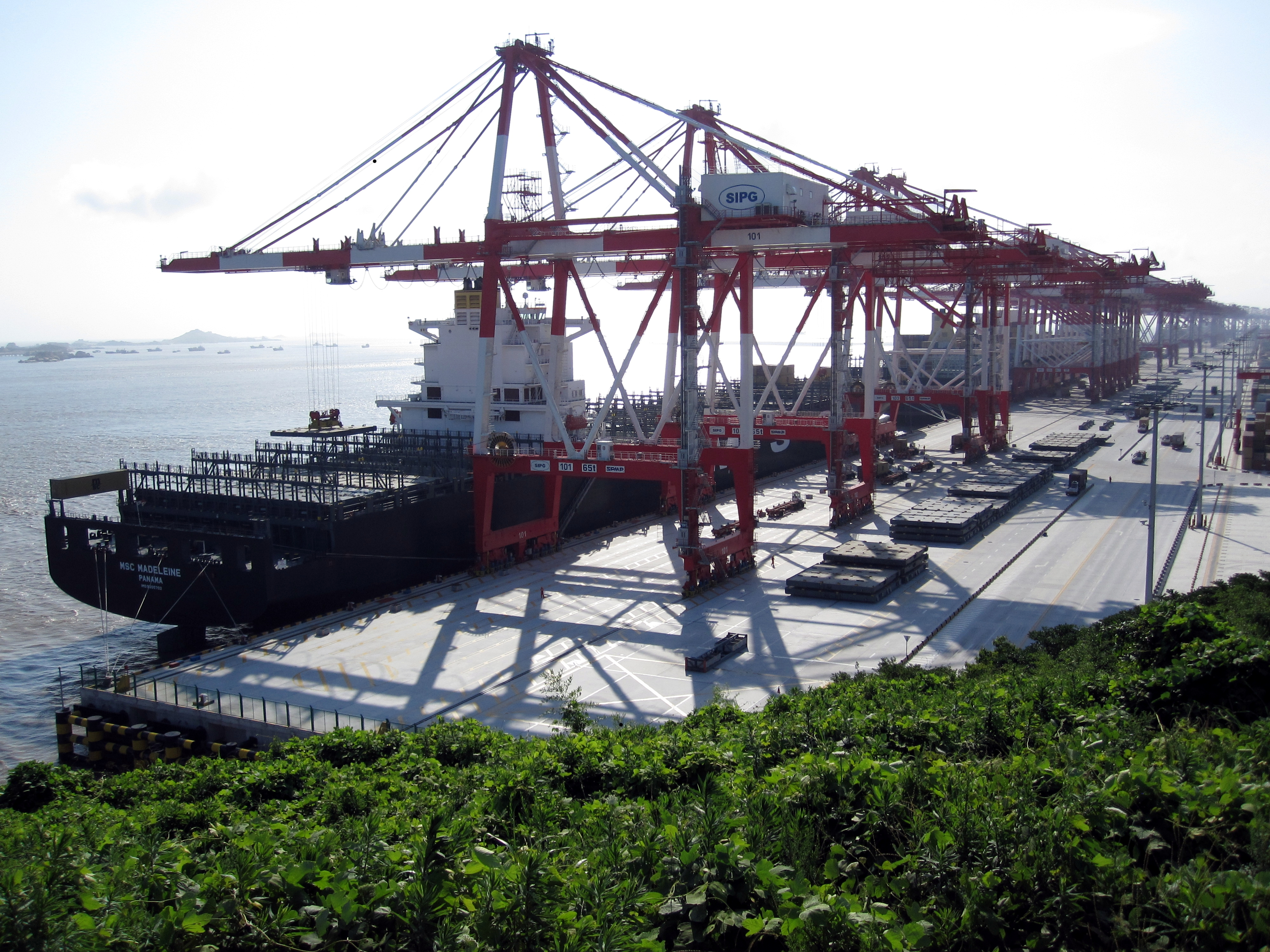
Portul Shanghai este cel mai aglomerat port container din lume
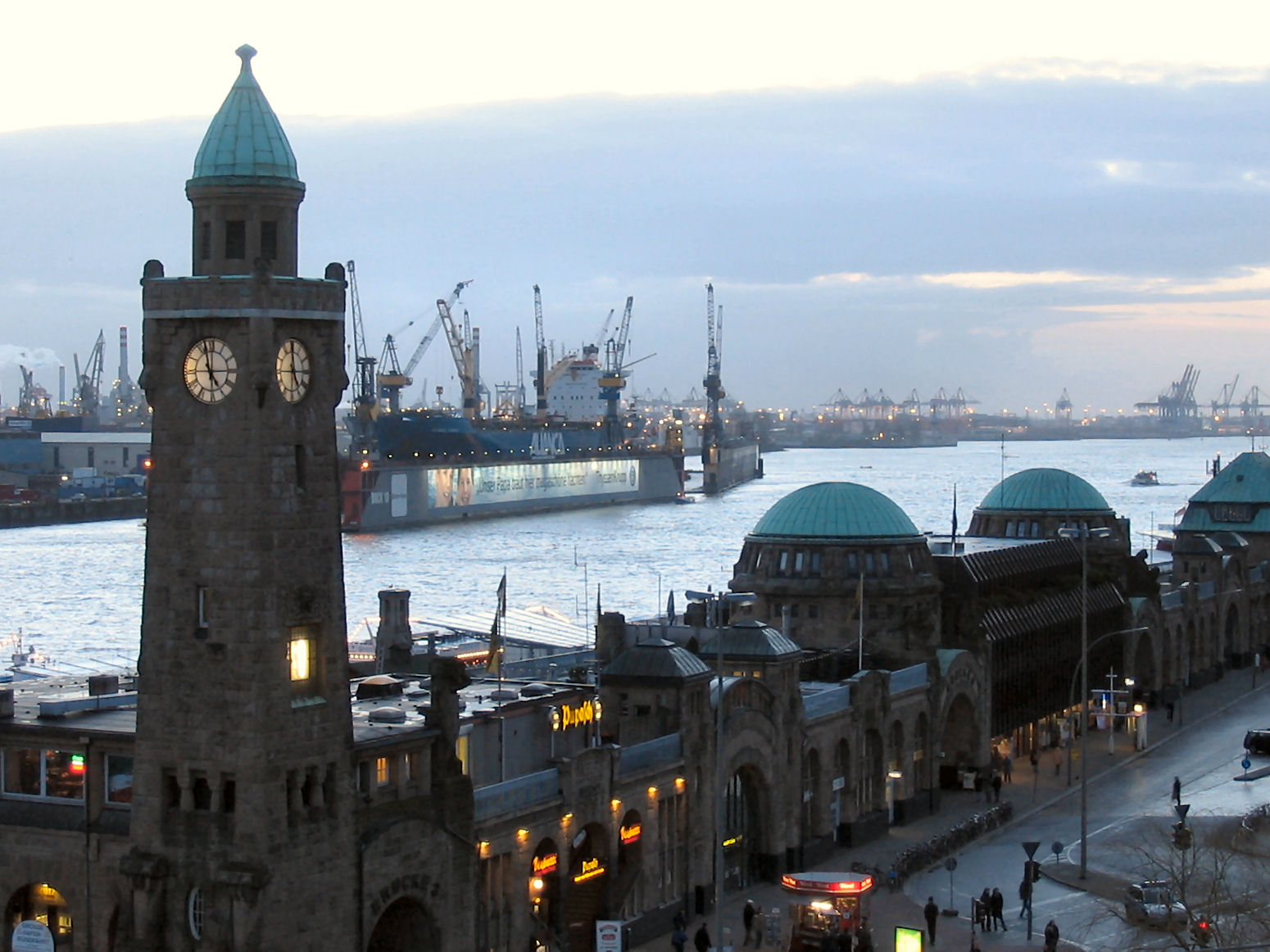
Portul Hamburg
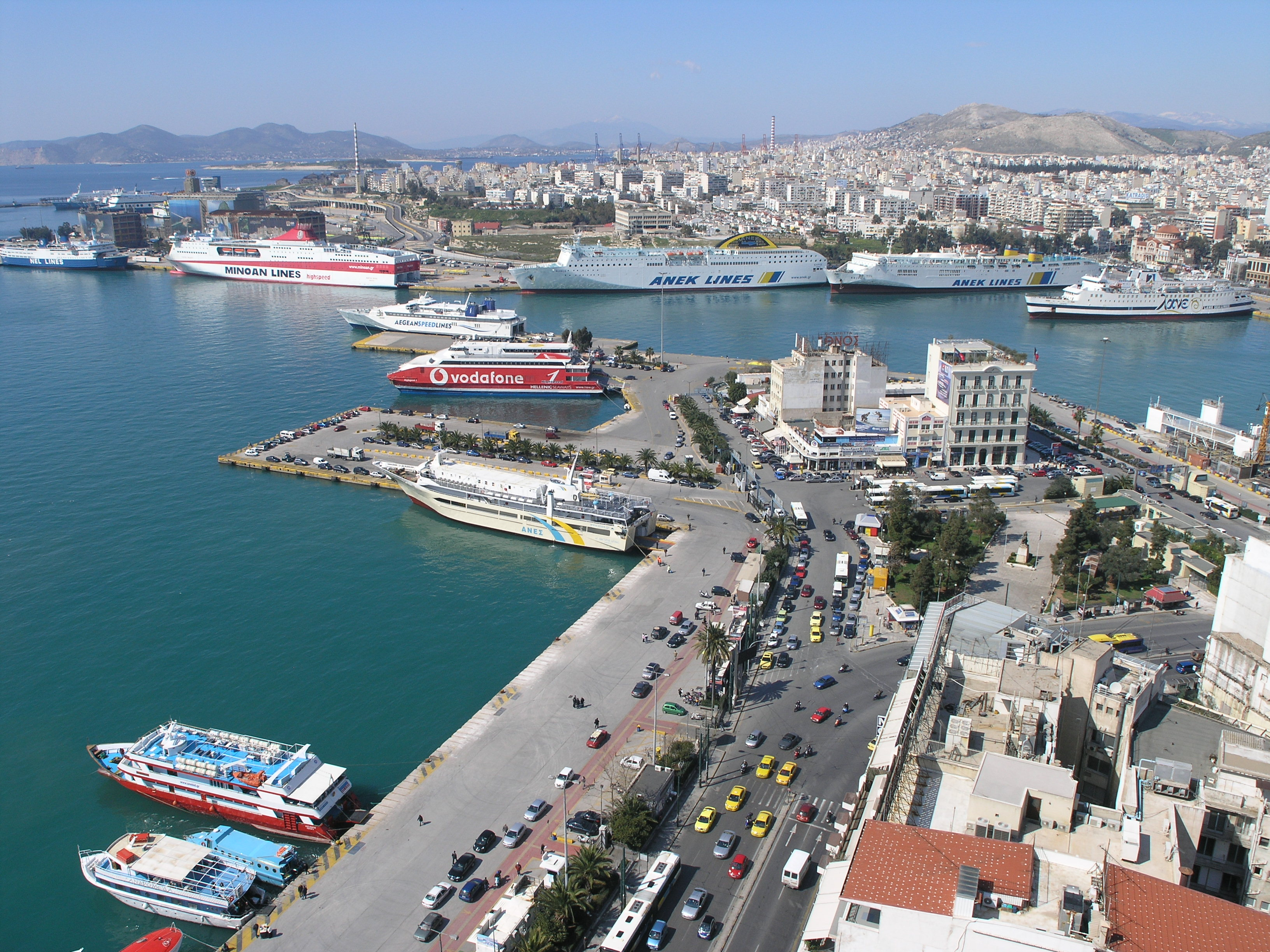
Portul Pireu
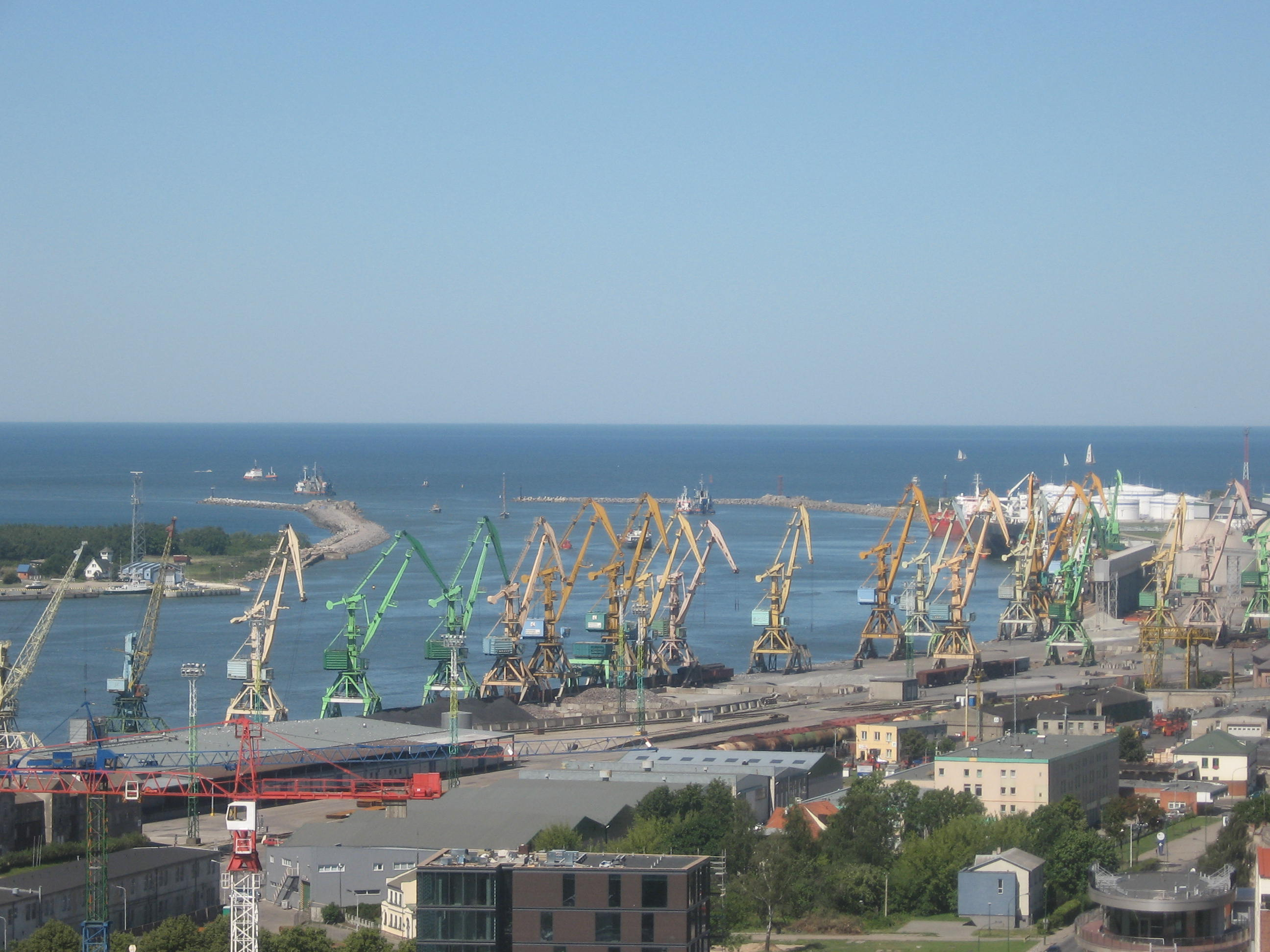
Portul Klaipėda
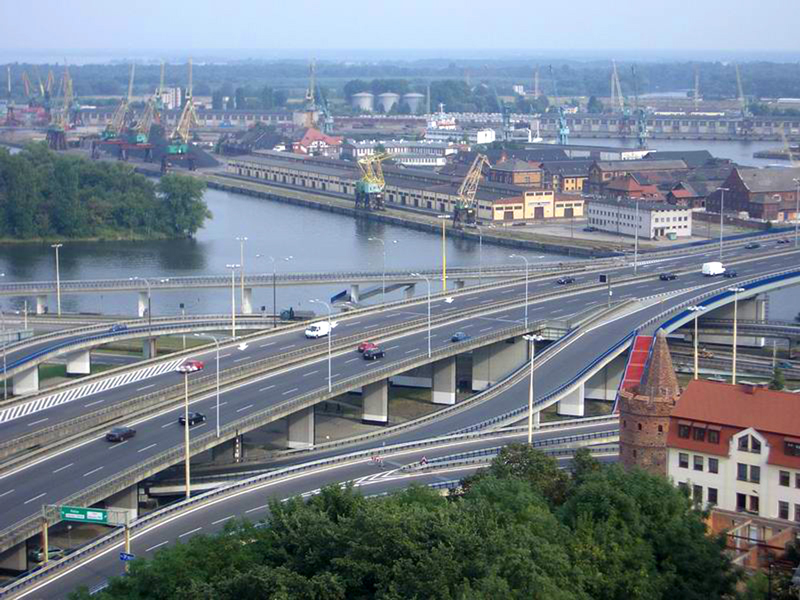
Portul Szczecin, Polonia
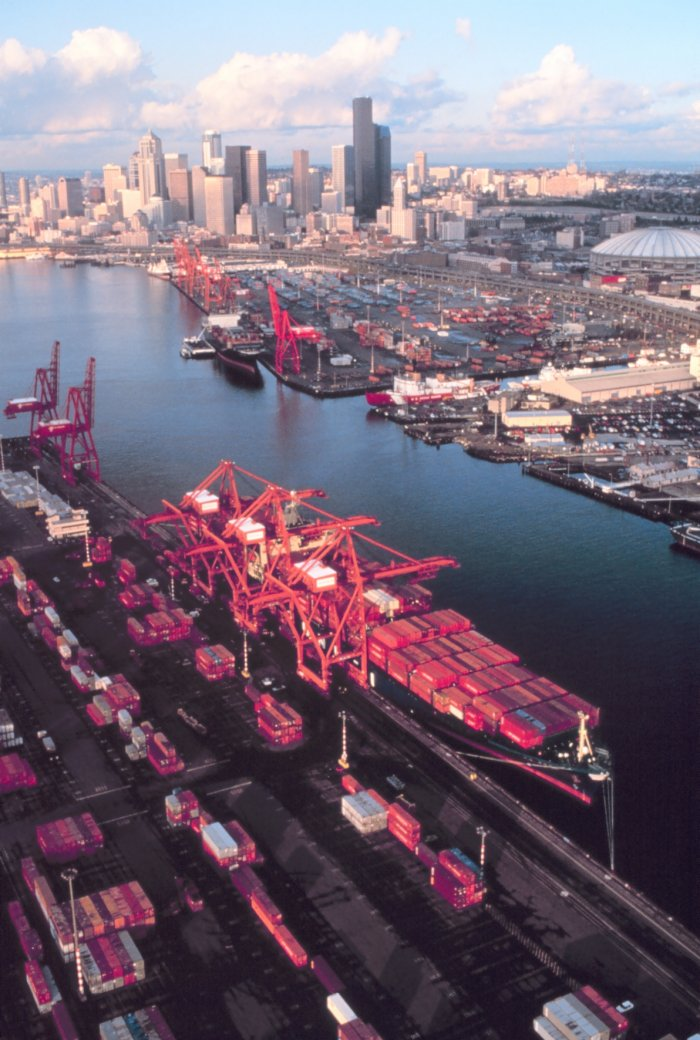
Portul din Seattle
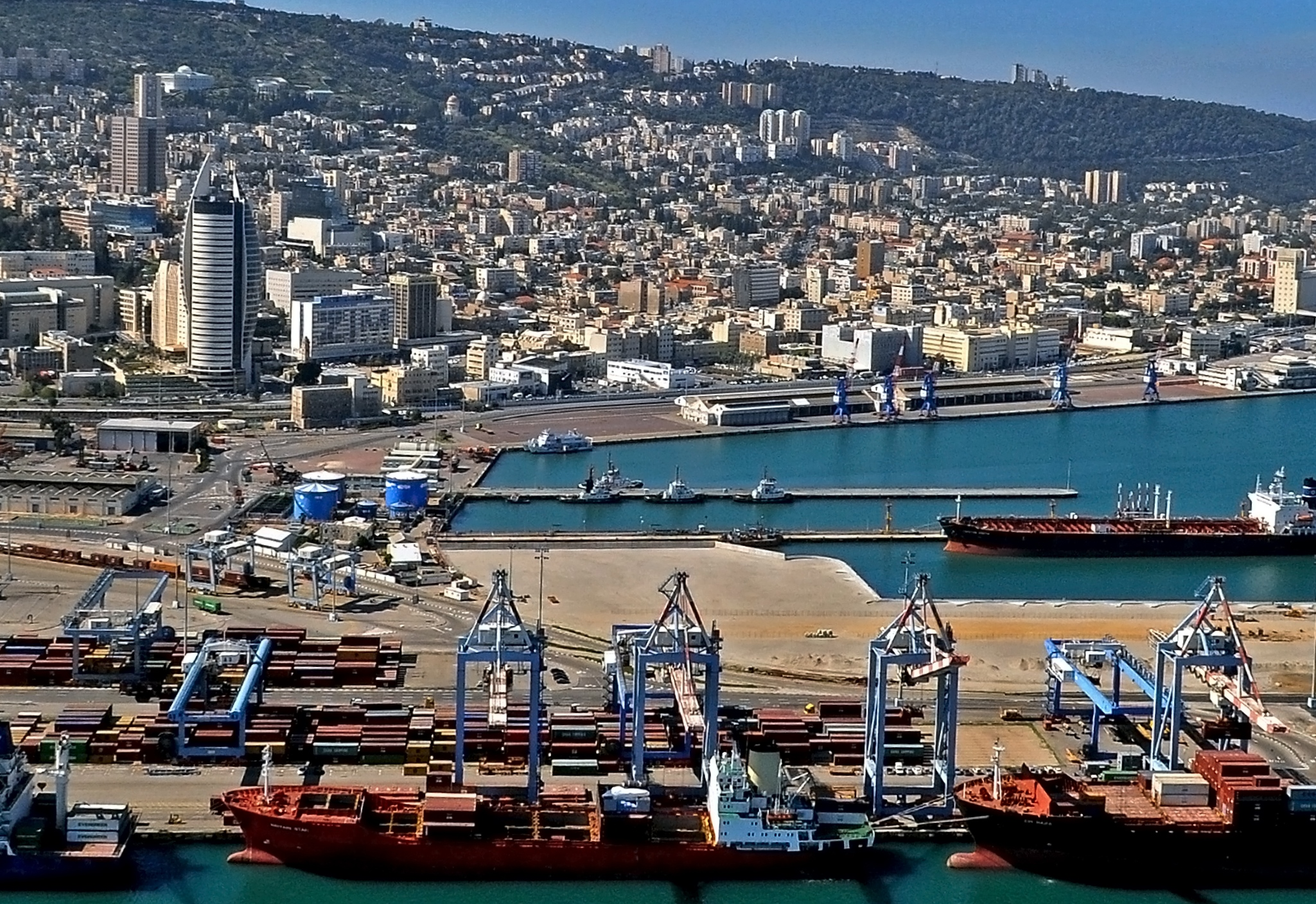
Portul Haifa, Israel
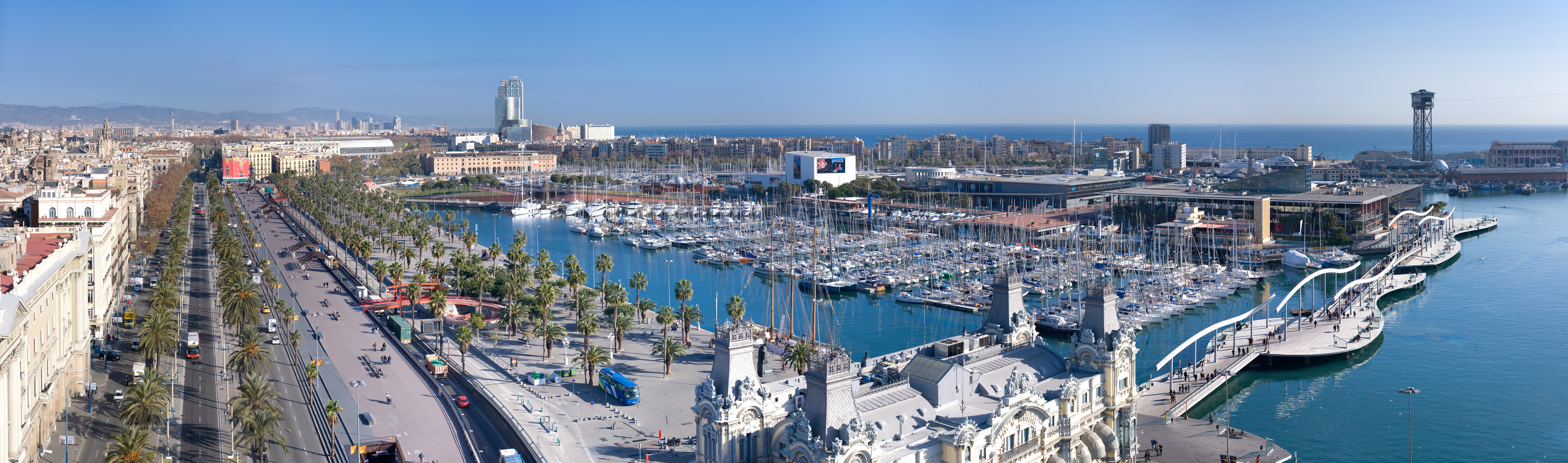
Port Barcelona, unul dintre cele mai mari porturi ale Spaniei
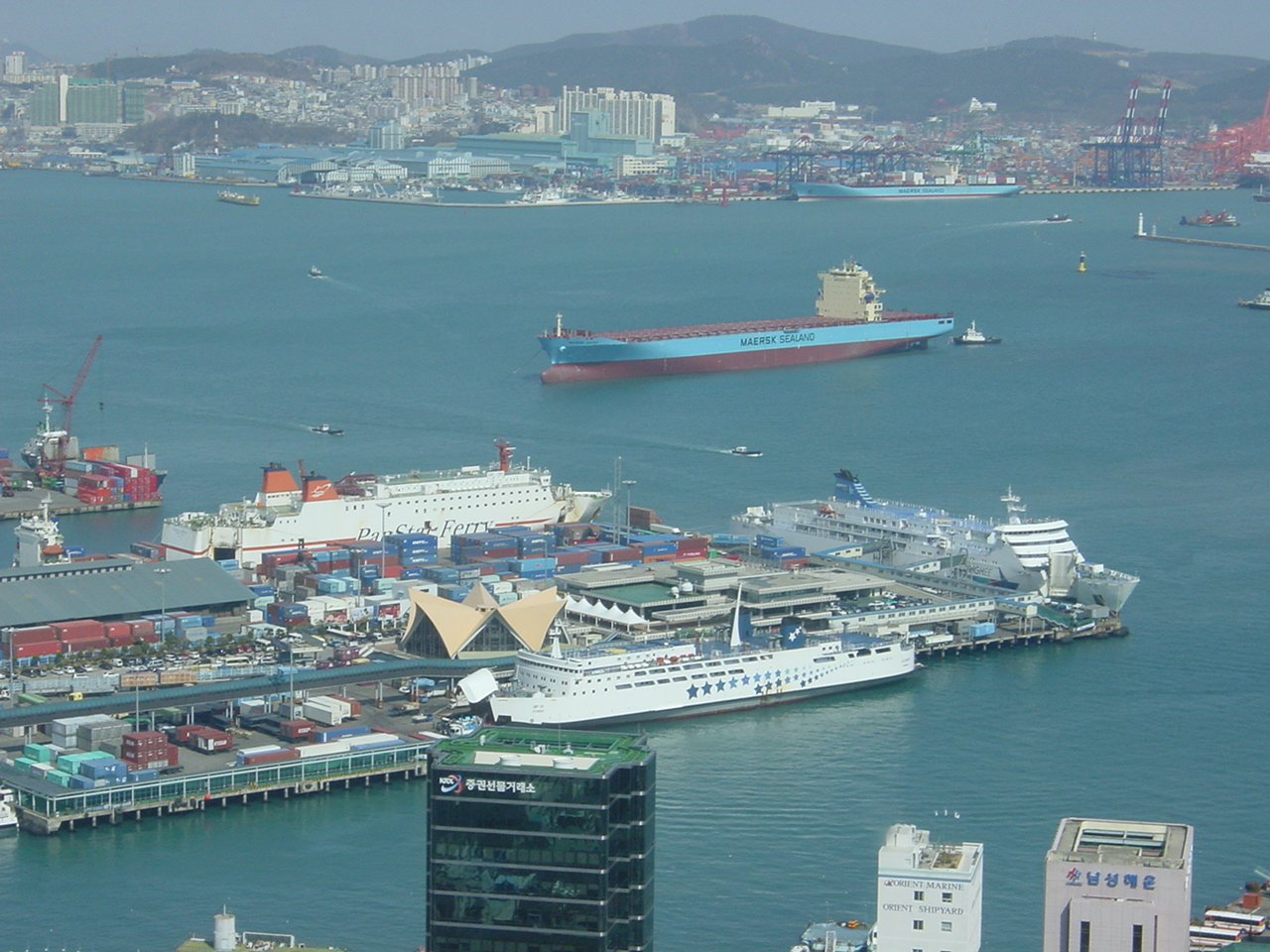
Portul Busan, Coreea. Două nave Maersk pot fi văzute în fundal
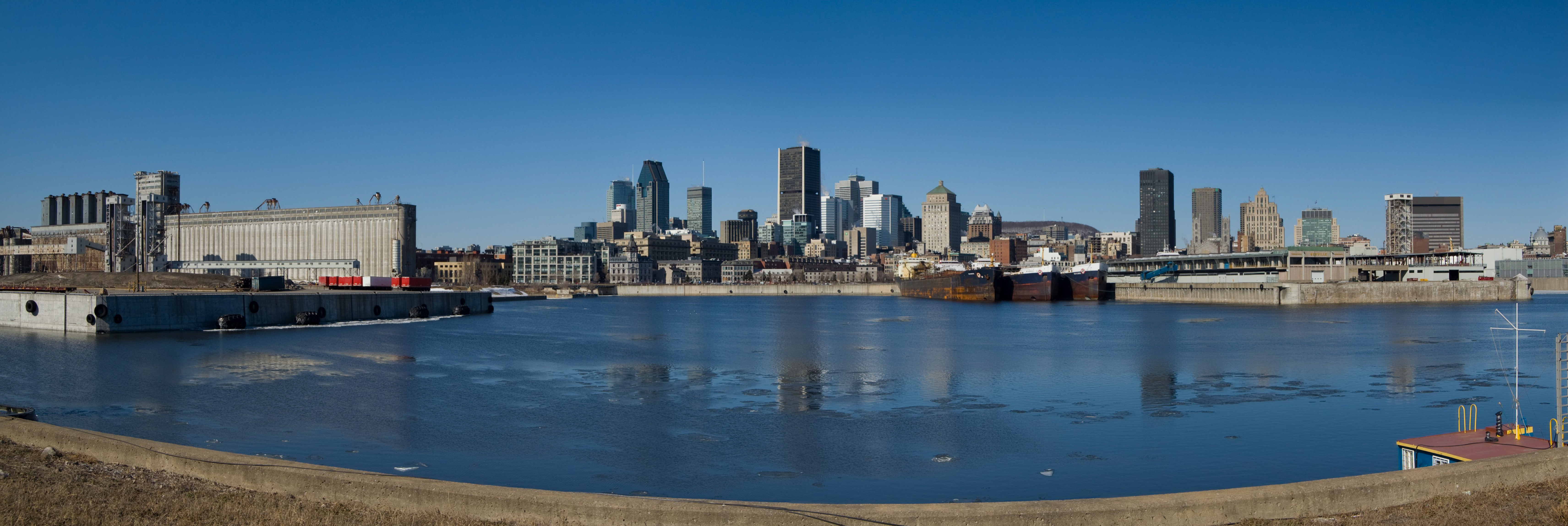
Portul Montreal, Québec
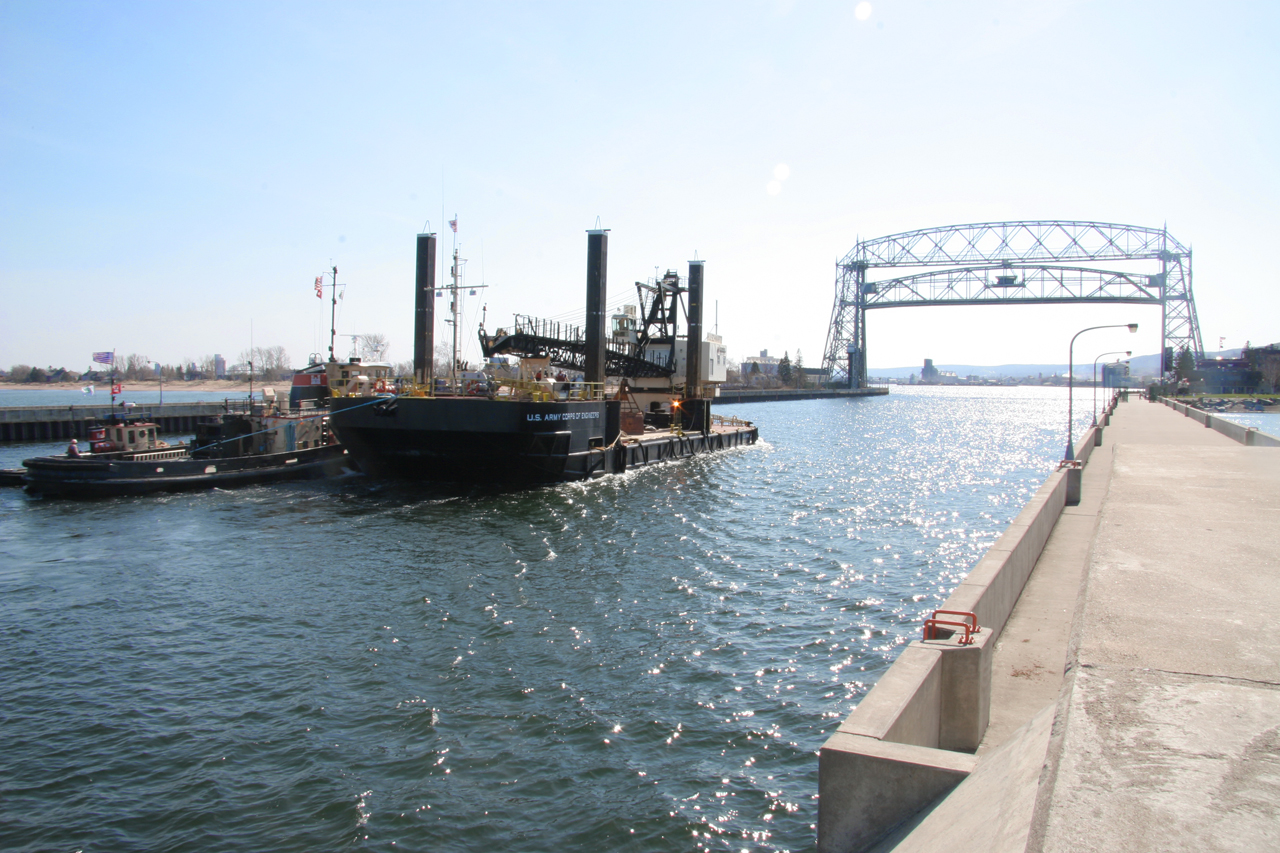
Portul Duluth-Superior, cel mai mare port de apă dulce din lume
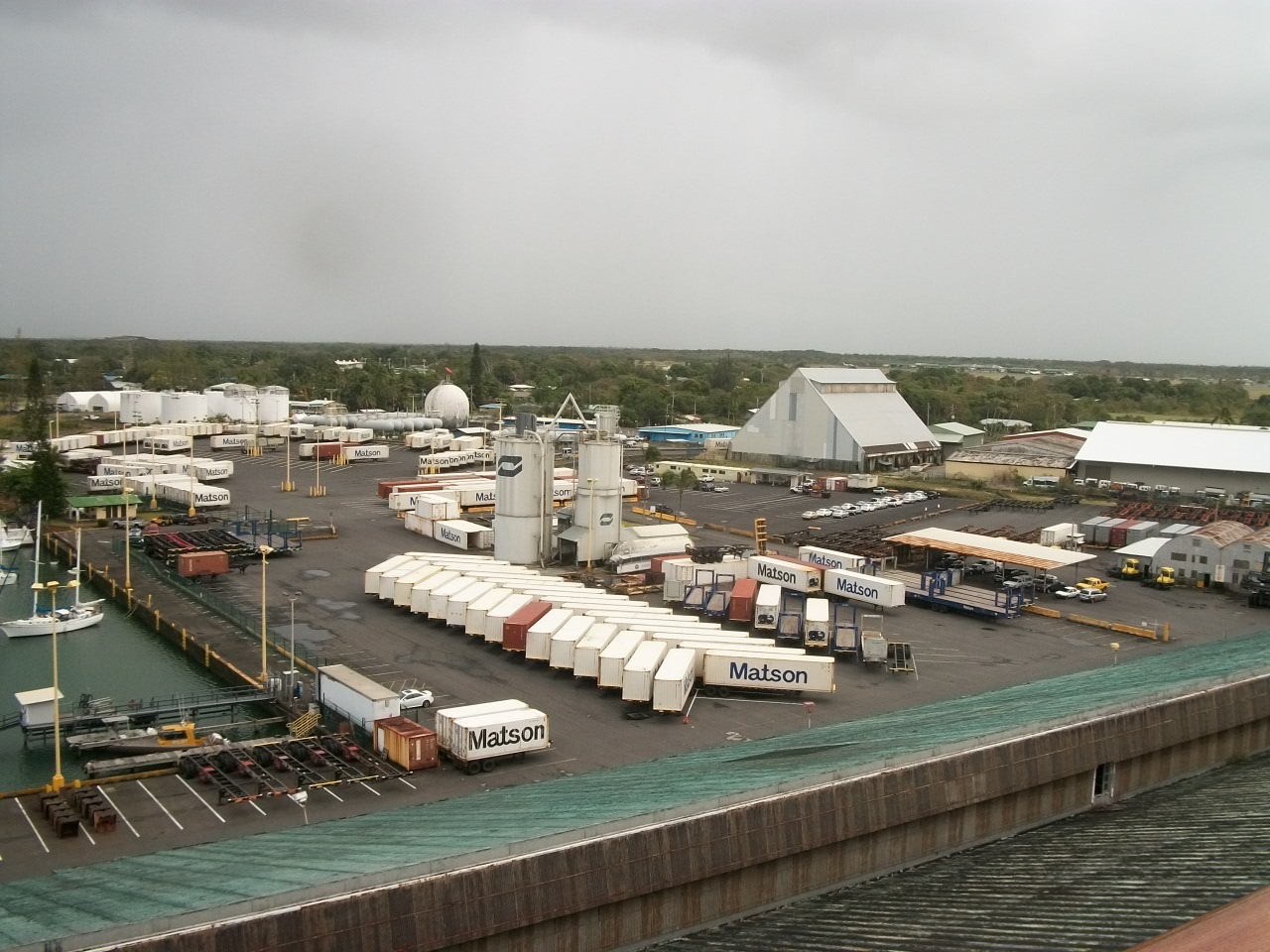
Portul de marfă din Hilo, Hawaii